# Tellervo singaria
Tellervo singaria är en fjärilsart som beskrevs av Hans Fruhstorfer 1910. Tellervo singaria ingår i släktet Tellervo och familjen praktfjärilar. Inga underarter finns listade i Catalogue of Life.